# Alojzy Karkoszka

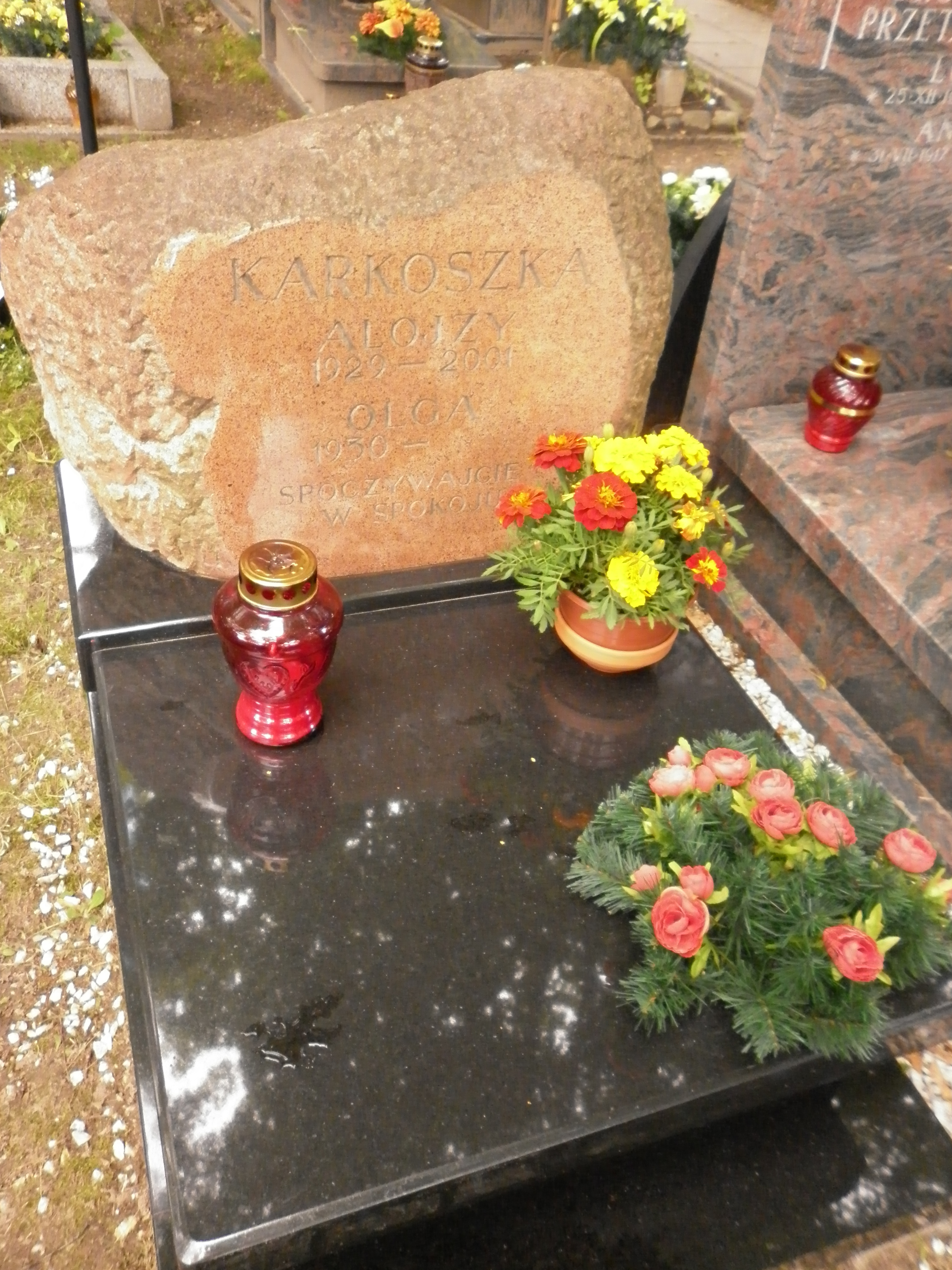
Grób Alojzego Karkoszki na Cmentarzu Wojskowym na Powązkach

Alojzy Karkoszka (ur. 15 czerwca 1929 w Roczynach, zm. 20 sierpnia 2001 w Łajsie) – polski inżynier budownictwa lądowego i polityk. Minister budownictwa i przemysłu materiałów budowlanych w latach 1971–1975, wiceprezes Rady Ministrów (1975–1976), sekretarz KC PZPR (1976–1980) oraz poseł na Sejm PRL VII i VIII kadencji. Budowniczy Polski Ludowej.

## Życiorys
Syn Antoniego i Katarzyny. Uzyskał tytuł inżyniera budownictwa lądowego na Politechnice Warszawskiej. W latach 1951–1954 służył w ludowym Wojsku Polskim, w 1954 został kierownikiem działu w Fabryce Samochodów Osobowych.
Od 1945 był członkiem Związku Walki Młodych, a następnie Związku Młodzieży Polskiej (do 1951). Od 1949 należał do Polskiej Zjednoczonej Partii Robotniczej. Według materiałów zgromadzonych w archiwum Instytutu Pamięci Narodowej był w latach 1950–1953 tajnym współpracownikiem (rezydentem) stalinowskiej Informacji Wojskowej o pseudonimie „Dubrowski”.
W latach 1967–1970 był sekretarzem Komitetu Warszawskiego partii, w KW pełnił uprzednio funkcje zastępcy kierownika wydziału i instruktora. W okresie od lipca 1970 do grudnia 1971 był I sekretarzem KW PZPR w Gdańsku. Od 1976 do 1980 był I sekretarzem Komitetu Warszawskiego PZPR i z racji pełnionej funkcji partyjnej przewodniczącym Stołecznej Rady Narodowej. W latach 1964–1971 był zastępcą członka, a od 1971 członkiem Komitetu Centralnego PZPR. W okresie 1976–1980 pełnił funkcję jego sekretarza, a od lutego do grudnia 1980 był członkiem Biura Politycznego KC PZPR.
Od 22 grudnia 1971 do 28 maja 1975 był ministrem budownictwa i przemysłu materiałów budowlanych, a następnie do 2 grudnia 1976 był wicepremierem.
W latach 1976–1985 był posłem na Sejm PRL VII i VIII kadencji.
Alojzy Karkoszka zmarł po ciężkiej chorobie 20 sierpnia 2001. 29 sierpnia został pochowany w grobie urnowym na Cmentarzu Wojskowym na Powązkach (kwatera E-12-14).

## Odznaczenia
- Order Budowniczych Polski Ludowej (1979)[4]
- Krzyż Komandorski Orderu Odrodzenia Polski
- Order Sztandaru Pracy I klasy
- Order Sztandaru Pracy II klasy
- Srebrny Krzyż Zasługi[1]
- Medal 30-lecia Polski Ludowej (1974)[5]
- Złoty Medal „Za zasługi dla obronności kraju” (1973)[6]
- Medal „Za zasługi dla Pomorskiego Okręgu Wojskowego” (1970)[7]
- Odznaka honorowa „Zasłużonym Ziemi Gdańskiej” (1971)[8]
- Złota Odznaka „Za pracę społeczną dla miasta Krakowa” (1973)[9]
- Honorowa Odznaka Miasta Łodzi (1974)[10]
- Pamiątkowy Medal z okazji 25-lecia wyzwolenia Pruszkowa (1970)[11]
- Odznaka pamiątkowa 1 Pułku Lotnictwa Myśliwskiego OPK „Warszawa” (1979)[12]